# Hypostomus auroguttatus
Hypostomus auroguttatus är en fiskart som beskrevs av Kner, 1854. Hypostomus auroguttatus ingår i släktet Hypostomus och familjen Loricariidae. Inga underarter finns listade i Catalogue of Life.